# Station Bochum-Ehrenfeld
Station Bochum-Ehrenfeld (Duits: Bahnhof Bochum-Ehrenfeld) is een S-Bahnstation in het stadsdeel Ehrenfeld van de Duitse stad Bochum. Het station ligt aan de spoorlijn Mülheim-Styrum - Bochum.

## Treinverbindingen
| Serie | Treinsoort            | Route | Bijzonderheden |
| ----- | --------------------- | --- | -------------- |
| S 1   | S-Bahn (DB Regio NRW) | Solingen Hbf – Düsseldorf Hbf – Düsseldorf Luchthaven – Duisburg Hbf – Mülheim (Ruhr) Hbf – Essen Hbf – Bochum-Ehrenfeld – Bochum Hbf – Dortmund Hbf |                |

Dortmund Hbf ·
Dortmund-Dorstfeld ·
Dortmund-Wischlingen ·
Dortmund-Dorstfeld Süd ·
Dortmund Universität ·
Dortmund-Oespel ·
Dortmund-Kley ·
Bochum-Langendreer ·
Bochum-Langendreer West ·
Bochum Hbf ·
Bochum-Ehrenfeld ·
Wattenscheid-Höntrop ·
Essen-Eiberg ·
Essen-Steele Ost ·
Essen-Steele ·
Essen Hbf ·
Essen West ·
Essen-Frohnhausen ·
Mülheim Hbf ·
Mülheim-Styrum ·
Duisburg Hbf ·
Duisburg Schlenk ·
Duisburg-Buchholz ·
Duisburg-Großenbaum ·
Duisburg-Rahm ·
Angermund ·
Düsseldorf Flughafen ·
Düsseldorf-Unterrath ·
Düsseldorf-Derendorf ·
Düsseldorf Zoo ·
Düsseldorf-Wehrhahn ·
Düsseldorf Hbf ·
Düsseldorf Volksgarten ·
Düsseldorf-Oberbilk ·
Düsseldorf-Eller Mitte ·
Düsseldorf-Eller ·
Hilden ·
Hilden Süd ·
Solingen Vogelpark ·
Solingen Hbf